# Штанько, Павел Яковлевич
Павел Яковлевич Штанько — советский хозяйственный, государственный и политический деятель, Герой Социалистического Труда.

## Биография
Родился в 1924 году в станице Урупская. Член КПСС.
Участник Великой Отечественной войны, автоматчик 901-го/898-го стрелкового полка 245-й стрелковой дивизии. С 1946 года — на хозяйственной, общественной и политической работе. В 1946—1994 гг. — рядовой колхозник, бригадир, главный агроном и по совместительству заместитель председателя колхоза «Заветы Ленина» Советского района, председатель колхоза «Родина» Новокубанского района Краснодарского края
Указом Президиума Верховного Совета СССР от 29 августа 1986 года присвоено звание Героя Социалистического Труда с вручением ордена Ленина и золотой медали «Серп и Молот».
Делегат XXVII съезда КПСС.
Умер в станице Бесскорбной в 1994 году.